# M40 GMC
155 mm Gun Motor Carriage M40 bylo americké samohybné dělo vyráběné od roku 1944.
Samohybná děla M40 a M43 byla zkonstruována v roce 1944 na podvozku tanku M4 Sherman. Celkem bylo vyrobeno 311 vozidel. Stroj M40 používal 155mm dělo a pálil výbušnou a průbojnou municí.
Později bylo několik M40 předěláno na M43. M43 byl vybaven 203mm dělem, které vážilo 4,6 tuny. Pálil municí, která byla ze dvou částí a vážila 109 kg. M40/43 byly použity v Korejské válce a také byly dodávány Velké Británii a Francii jako součást Military Assistance Programu.
Hlavní dělo: 155 mm pro M40 a 203 mm pro M43
- Pancíř: 100 mm
- Posádka: 8 členů
- Hmotnost: 37,195 kg
- Motor: 395 hp Continental R 975-C4